# Deusdedit Leitão
Deusdedit de Vasconcelos Leitão (Cajazeiras, 7 de maio de 1921 – João Pessoa, 30 de março de 2010) foi um escritor e historiador brasileiro. Filho de Eliziário Gomes Leitão e Maria Madalena de Vasconcelos Leitão, casou-se com Maria José César de Vasconcelos em 1948.
Foi membro da Academia Paraibana de Letras.